# 自愿性无子女
自愿性无子女，也称为无子女，指一些人自愿选择不生育子女。
在大多数的社会和人类历史的大部分时间里，不生孩子是一个既困难又不可取的的选择（独身主义者除外）。随着一些可靠的避孕措施被应用以及来自政府而非家庭对老年人提供的帮助，使得一些人仍然会选择无子女，即使他们可能会在某些群体中受到鄙视。

## 自愿性无子女的原因
这种生活方式的支持者，例如法国《无孩子：不生孩子的40个原因》一书的作者科琳·迈尔(Corinne Maier) ，列举了各种理由来支持他们的观点。      

### 个人和社会
- 这种生活方式的支持者认为，他们不应该为自己不想要孩子而进行辩护[3]
  - 有效避孕或绝育的可用性使自愿不生育的选择变得容易[7][8]
- 对于生孩子的不确定或矛盾[9][10]
- 父母们后悔生孩子的证词[1][2][3][5][11]
- 选择不生孩子的人的积极态度和不后悔[12][9][13]
- 认识到为人父母是一种选择[14]
- 生活质量的下降，尽管具体情况因人而异[15]
- 由于没有孩子，生活中的其他可开发性在增加[10]

### 心理和医学
- 怀孕和分娩可能会带来不良变化：
  - 重大的神经性生物学变化会导致产后抑郁、不安全感等。 [16]男性也可能患有产后抑郁症。 [17]
  - 对女性健康产生持久影响。特别是，研究表明，怀孕和加速细胞衰老之间存在因果关系，因为人体能量的消耗目的会从体细胞维持转移到生殖。 [18]
- 伴侣的健康状况不允许生育子女[19]
- 个人福祉， [20]健康与幸福[21]
  - 由于双方某一方健康状况，他们有可能成为传染病的传播媒介。 [22]
  - 自顾无暇[6]
  - 生孩子后幸福感下降，尽管幸福感水平取决于多种因素， [23]包括性别、年龄和国籍[15]

## 统计和研究
在《今日心理学》一书中指出，无子女的生活方式在2014年已经成为一种流行。互联网使追求这种生活方式的人们能够相互交流，从而使无子女更加进入大众的眼球。   据统计，在世界范围内，受过高等教育的女性会更多地选择不生育子女。 

### 亚洲

#### 中国
在中国，生活成本尤其是大城市的住房成本，是人们结婚的严重障碍。 20世纪90年代，中国政府改革高等教育以增加人们的入学机会使得获得大学学位的年轻人显着增加，其中女性略占多数。因此，许多年轻女性现在有了有酬工作并且经济上有保障。根据性别角色的传统观点，无论就业状况如何，女性都应负责家务和育儿。工作场所对女性的歧视是一个十分普遍的现象。例如，雇主可能会对一名有一个孩子的已婚妇女更加持怀疑的态度，担心她可能会再生育一个孩子（因为一胎政策已于 2016 年废除）并休更多的产假。总而言之，支持年轻女性结婚的动力越来越少。此外，由于文化变革，中国千禧一代不像他们的长辈一样那么热衷于结婚。因为这是一个非婚生子女相当罕见的国家，这意味着许多年轻人放弃了生育子女。 

## 对无子女的社会态度
大多数社会都高度重视成年后的父母身份，因此，那些没有孩子的人有时会被刻板印象定义为是个“个人主义”的人，认为他们逃避社会责任，不太愿意致力于帮助他人。 但是还是有些群体认为不生育子女是有益的，包含躺平主義及反出生主義的支持者。

## 组织和政治活动
无子女的个人不一定拥有统一的政治或经济哲学，并且大多数著名的无子女组织本质上往往是社会性的。

## 在流行文化中
- 艾玛·甘农 ( Emma Gannon ) 的小说《橄榄》 (2020) 中包括几个自愿没有孩子的角色。 [29] [30]
- 电视剧《真探》 （2014-19）中的一个角色秉持反自然主义哲学。 [31]